# Tounj
Tounj est un village et une municipalité située dans le comitat de Karlovac, en Croatie. Au recensement de 2001, la municipalité comptait 1 252 habitants, dont 96,33 % de Croates et le village seul comptait 379 habitants.

## Localités
La municipalité de Tounj compte 7 localités :
- Gerovo Tounjsko
- Kamenica Skradnička
- Potok Tounjski
- Rebrovići
- Tounj
- Tržić Tounjski
- Zdenac